# La mia balera
La mia balera è un album del 2015 inciso dal cantante italiano Mauro Nardi, prodotto e distribuito da Il Cortile e arrangiato da Nuccio Tortora. L'album contiene brani in lingua napoletana con musicalità latino-americane.

## Tracce
1. Stringimi – 3:28 (A. Fischetti - C. Tortora - A. Borrelli)
2. Roma Ruffiana – 3:58 (V. D'Agostino - C. Tortora - A. Borrelli)
3. Passione – 3:20 (L. Bovio - E. Tagliaferri - N. Valente)
4. Anema e Core – 3:02 (S. D'Esposito - T. Manlio)
5. Quando saremo Vecchi – 3:25 (A. Casaburi - F. Chiaravalle)
6. Stella ennamorada – 3:31 (F. Percopo - A. Borrelli - G. Fiore)
7. Per amore di una donna – 4:13 (A. Casaburi - F. Percopo)
8. Sarà – 2:49 (V. Caradonna - A. Borrelli)
9. Oltre la vita – 3:37 (G. Luna - A. Borrelli)
10. Una donna d'amore – 3:35 (G. Luna - A. Borrelli)